# 창녕대성고등학교
창녕대성고등학교(昌寧大城高等學校)는 대한민국 경상남도 창녕군 대합면 등지리에 있는 사립 고등학교이다.

## 학교 연혁
- 1948년 2월 5일 : 대합고등공민학교 개교 1학급 편성
- 1948년 2월 5일 : 학교장 임사묵 겸임
- 1949년 1월 7일 : 대합고등공민학교 설립인가
- 1952년 3월 20일 : 재단법인 대성학원 설립 인가
- 1952년 3월 20일 : 초대 이사장 강을상 취임
- 1952년 4월 14일 : 대성중학교 개교
- 1977년 12월 16일 : 대합종합고등학교 설립 인가
- 1978년 3월 4일 : 대합종합고등학교 개교
- 1988년 3월 31일 : 학교법인 육주학원으로 명칭 변경
- 1988년 3월 31일 : 제5대 이사장 박병립 취임
- 1997년 3월 1일 : 대성종합고등학교로 교명 변경
- 1999년 3월 1일 : 창녕대성고등학교로 교명 변경
- 2022년 2월 10일 : 제43회 졸업 (중학교 71회)
- 2023년 3월 1일 : 제16대 교장 정하규 취임

## 참고 자료
- 창녕대성고등학교 - 한국교육학술정보원 학교알리미